# Hemeralopie
Hemeralopia („orbirea de zi”), este exact opusul nictalopiei („orbirea de noapte”). În cazul hemeralopiei, vederea diurnă scade calitativ în mod progresiv. Vederea de noapte rămâne neafectată datorită folosirii celulelor cu bastonaș în locul celor cu con (din timpul zilei), care sunt afectate de hemeralopie și degradează acuitatea vizuală odată cu trecerea timpului.
Se știe că hemeralopia apare în câteva tulburări ale ochilor. Cataracta este cauza principală a vederii proaste datorită acoperirii cristalinului cu celule moarte. Acest strat obturant dispersează lumina înainte ca aceasta să ajungă la retină.  
O altă cauză este o tulburare genetică numită Sindromul Cohen (numit și Sindromul Pepper). Sindromul Cohen se caracterizează prin obezitate, retardare mintală și dimorfism facial din cauza unei mutații genetice la gena 8q22-23. Mai rar pot apărea complicații oculare precum hemeralopia, corioretinită pigmentoasă, atrofie oculară sau colobom retinal sau la iris.
Lipsa vitaminei A din alimentație determină tulburări ale vederii prin diminuarea sintezei pigmenților fotosensibili.